# Manuel Díaz
Manuel Dionysios Díaz Martínez (8. april 1874 – 20. februar 1929) var en cubansk fægter som deltog under OL 1904 i St. Louis.
Diaz blev olympisk mester i fægtning under OL 1904 i St. Louis. Han vandt en guldmedalje i sabel. Han var også med på det cubanske hold som vandt holdkonkurrencen fleuret.